# David Patiño
David Patiño Oviedo (* 6. September 1967 in Mexiko-Stadt) ist ein ehemaliger mexikanischer Fußballspieler auf der Position eines Stürmers. Nach seiner aktiven Laufbahn begann er eine Tätigkeit als Trainer.

## Leben

### Verein
Patiño begann seine Profikarriere bei den UNAM Pumas, für die er erstmals im  Torneo México 86 der höchsten mexikanischen Spielklasse eingesetzt wurde.  In den kommenden Jahren erreichte er mit den Pumas zweimal die Finalspiele um die mexikanische Meisterschaft gegen den Erzrivalen América, die beide im selben Stadtbezirk von Mexiko-Stadt, Coyoacán, beheimatet sind. 1988 setzte sich América durch und 1991 behielten die Pumas die Oberhand. Neben dem Meistertitel von 1991 gewann Patiño mit den Pumas bereits 1989 den CONCACAF Champions Cup.
1993 wechselte er zum CF Monterrey, bei dem er bis 1998 unter Vertrag stand und 1997 vorübergehend an die in der Major League Soccer spielenden Colorado Rapids ausgeliehen wurde. Nach seinem Wechsel zum CF Pachuca gewann Patiño mit den Tuzos im Torneo Invierno 99 noch einmal den Meistertitel. In der Saison 2000/01 beendete er seine aktive Laufbahn bei den in der zweitklassigen Primera División 'A' spielenden Toros Neza.

### Nationalmannschaft
Sein Debüt im Dress der mexikanischen Nationalmannschaft feierte Patiño am 10. Februar 1993 in einem Testspiel gegen Rumänien, das 2:0 gewonnen wurde. Insgesamt absolvierte er im Jahr 1993 zwanzig Länderspieleinsätze und bestritt auch fünf Spiele bei der Copa América, wo ihm in den Spielen gegen Argentinien (1:1) am 20. Juni und gegen Peru (4:2) am 27. Juni jeweils ein Treffer gelang. Seinen letzten Länderspieleinsatz absolvierte er bei der 0:1-Niederlage gegen Jamaika am 17. November 1996 im Rahmen der WM-Qualifikation.

### Trainer
Nach seiner aktiven Laufbahn begann Patiño eine Trainertätigkeit und stand Anfang 2008 beim Erstligisten Monarcas Morelia unter Vertrag. Anschließend übernahm er das in der zweiten Liga spielende Monarcas-Farmteam Mérida FC, mit dem er die Clausura 2009 der Primera División 'A' gewann und bei dem er bis September 2010 tätig war.
Später stand er bei den Tiburones Rojos Veracruz unter Vertrag, von denen er im September 2012 entlassen wurde. Nach einer weiteren Tätigkeit als Cheftrainer bei den Pumas Morelos wurde er Anfang September 2013 zum Interimstrainer seines Exvereins UNAM Pumas benannt.

## Erfolge

### Als Spieler
- Mexikanischer Meister: 1990/91 (mit UNAM Pumas), Invierno 1999 (mit CF Pachuca)
- CONCACAF Champions Cup: 1989 (mit UNAM Pumas)

### Als Trainer
- Mexikanischer Zweitligameister: Clausura 2009 (mit Mérida FC)